# شهرستان پانان
شهرستان پانان (به لاتین: Pan'an County) یک منطقهٔ مسکونی در چین است که در جینهوا واقع شده‌است.